# Rémuzat
Rémuzat – miejscowość i gmina we Francji, w regionie Owernia-Rodan-Alpy, w departamencie Drôme.
Według danych na rok 1999 gminę zamieszkiwały 283 osoby, a gęstość zaludnienia wynosiła 16 osób/km² (wśród 2880 gmin regionu Rodan-Alpy Rémuzat plasuje się na 1268. miejscu pod względem liczby ludności, natomiast pod względem powierzchni na miejscu 677.).